# Kuhlowitz

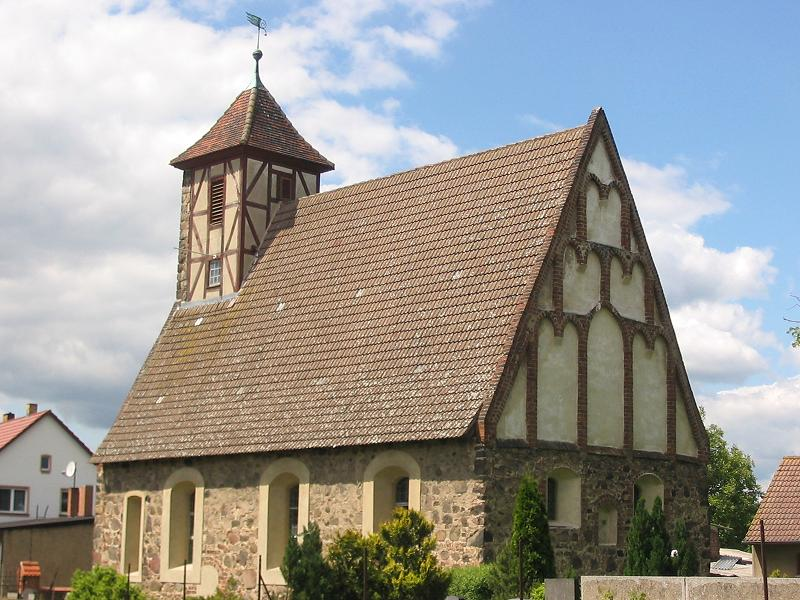
Mittelalterliche Dorfkirche Kuhlowitz mit östlichen Blendgiebel

Das Straßendorf Kuhlowitz ist ein Ortsteil der Kreisstadt Bad Belzig im Brandenburger Landkreis Potsdam-Mittelmark.
Gemeinsam mit dem Dorf Preußnitz zählt Kuhlowitz auf einer Fläche von 13 Quadratkilometern 224 Einwohner (13. November 2023). Preußnitz ist seit dem 1. Juli 1950 ein Gemeindeteil von Kuhlowitz und schließt sich ungefähr 500 Meter südlich an. Am 31. Dezember 2002 wurde Kuhlowitz nach (Bad) Belzig eingemeindet.
Das Dorf verfügt über eine bemerkenswerte mittelalterliche Feldsteinkirche, die einen im Fläming einzigartigen Ostgiebel mit einer dekorativen Backstein-Blendgliederung aufweist.

## Lage und Naturraum

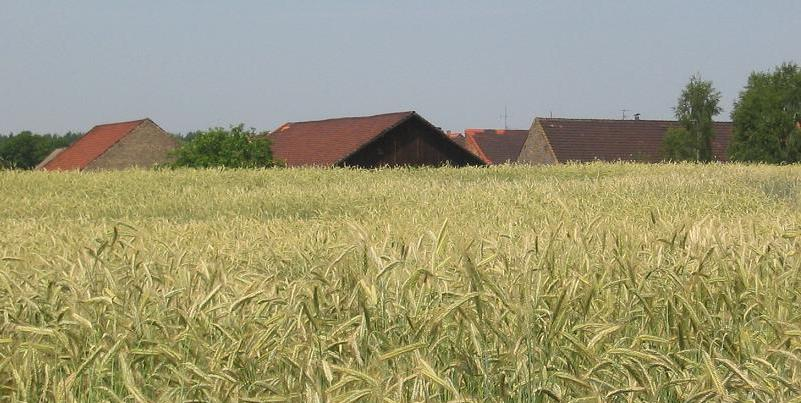
Kuhlowitz

Kuhlowitz liegt im Belziger Vorfläming rund zwei Kilometer östlich von Bad Belzig am Westrand des Segelflugplatzes Lüsse, auf dem im Jahr 2008 die Segelflugweltmeisterschaft stattfindet. Rund einen Kilometer nördlich am Nachbardorf Lüsse hat Kuhlowitz über eine wenig befahrene Landstraße Anschluss an die Bundesstraße 246 und im Süden von Preußnitz an die B 102. Die Bundesstraße 102 ist zwischen Bad Belzig und Brandenburg an der Havel Bestandteil der Deutschen Alleenstraße. In einer Entfernung von gut drei Kilometern folgt als nächster südlicher Nachbar das Dorf Kranepuhl, das zur Gemeinde Planetal gehört. Aus der gleichen Gemeinde schließt sich im Westen nach vier Kilometern am Fluss Plane das Dorf Mörz an.
Das land- und forstwirtschaftlich geprägte Dorf Kuhlowitz gehört zum Naturpark Hoher Fläming und befindet sich am Rande einer flachwelligen Hügellandschaft mit Feldern und kleineren Waldabschnitten. Das Tal des Baitzer Baches begrenzt die Hochfläche nach Osten. Der naturnahe und abschnittsweise naturbelassene Bach entspringt auf der Kuhlowitzer Gemarkung, fließt über Lüsse und Baitz bei den Belziger Landschaftswiesen in das Baruther Urstromtal und mündet nach rund 16 Kilometern Fließlänge in den Belziger/Fredersdorfer Bach, der sein Wasser wiederum über die Plane und Havel der Elbe zuführt. Noch im Mittelalter stellte der Baitzer Bach eine versumpfte Niederung dar.

## Geschichte, Name

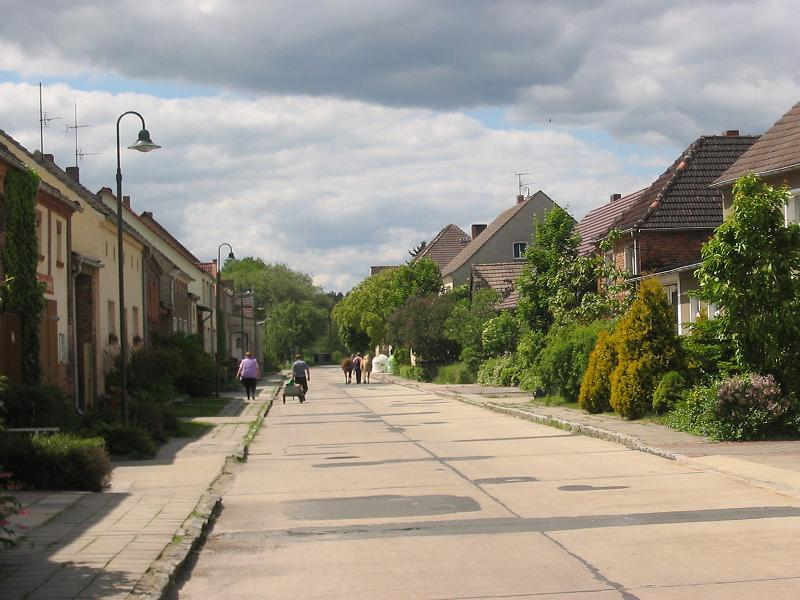
Dorfstraße in Kuhlowitz

Wie der gesamte Belziger Raum war auch Kuhlowitz wahrscheinlich bereits vor der Gründung der Mark Brandenburg durch Albrecht den Bären im Jahr 1157 besiedelt. Der Ort liegt in mittlerer Entfernung fast exakt auf einer Linie zwischen den alten Burgplätzen Mörz (nicht erhalten) und Belzig (Burg Eisenhardt), für die Siedlungsspuren bereits für die Bronze- und Eisenzeit nachgewiesen sind. Der ursprüngliche Name Culebaz deutet auf eine slawische Siedlung hin. Zwar ist die etymologische Deutung nicht ganz gesichert, doch lehnt sich die einschlägige Literatur heute an die Interpretation von Reinhard E. Fischer (1970) an, der Culebaz vom polabischen Kulbacici = Leute des Kulbaka oder Kulbatici = Leute des Kulbat ableitet. Die erste schriftliche Erwähnung fand der Name Culebaz 1382 (laut Dieter Mehlhardt 1327). Ebenfalls laut Mehlhardt bestanden um 1385 12 oder 13 Bauernhöfe und die Gemarkung des Dorfes umfasste 26 Hufen, zu denen später noch Hufen von der Feldmark der wüst gewordenen Orte Seedochte und Mehlsdorf kamen. Abgaben leisteten die Bauern zu dieser Zeit unter anderem an das Gut Sandberg (Belzig) und denen von Schwanebeck, einem Dorf nördlich von Lüsse.
Im Mittelalter, noch vor 1426, war Kuhlowitz Bestandteil der Vogtei Belzig. In späterer Zeit lag die Ober- und Untergerichtsbarkeit im Amt Rabenstein-Belzig. Bis zum Dreißigjährigen Krieg entwickelte sich der Ort gut. Nachdem das Dorf durch den Krieg verwüstet war und 1640 vollständig leer stand, dauerte es Jahrzehnte, bis die Höfe wieder besetzt waren. Für das Jahr 1764 gibt es den Nachweis einer (verschollenen) Windmühle. 1869 brannte das Dorf bis auf drei Gehöfte ab. Im Jahr 1939 sind 21 landwirtschaftliche Betriebe verzeichnet und auch heute bestimmt die Landwirtschaft das Wirtschaftsleben in Kuhlowitz.
Am 1. Juli 1950 wurde die bis dahin eigenständige Gemeinde Preußnitz eingegliedert.

## Sehenswürdigkeiten
Die evangelische Dorfkirche Kuhlowitz ist durch ihren dekorativen östlichen Ziegelblendgiebel gekennzeichnet, der in der Region sonst nicht vorkommt.